# Horizon Bluff
Das Horizon Bluff ist ein 2275 m hohes und steiles Kliff im ostantarktischen Viktorialand. In den Quartermain Mountains ragt es westlich des Friedmann Valley am Kopfende des Beacon Valley auf. 
Das New Zealand Geographic Board benannte das Kliff 1993 nach dem künstlichen Horizont eines Theodolits.